# Bartoloměj Janků
Bartoloměj Janků (3. června 1840 Lysice – 13. května 1885 Židlochovice) byl rakouský právník a politik české národnosti z Moravy; poslanec Moravského zemského sněmu.

## Biografie
Narodil se v Lysicích na Moravě. Vystudoval gymnázium a práva. Nastoupil pak jako auskultant k zemskému soudu v Brně. Pak působil jako soudní adjunkt okresního soudu v Břeclavi. Následně odešel ze soudnictví do advokacie. Působil nejprve jako koncipient u Wolfganga Kusého a později jako zemský advokát v Židlochovicích.
V 70. letech se zapojil i do vysoké politiky. V doplňovacích zemských volbách 22. listopadu 1873 byl zvolen na Moravský zemský sněm, kde zastupoval kurii venkovských obcí, obvod Hustopeče, Břeclav. Mandát zde obhájil v řádných zemských volbách roku 1878. V roce 1873 ho Neue Freie Presse řadila mezi mladočechy. Český tisk ovšem pouze uváděl, že částí veřejnosti byl Janků popisován jako moravský Barák (podle mladočeského radikálního demokrata Josefa Baráka). Janků prý ale jinak loajálně přenechal kandidaturu v předchozích volbách do Říšské rady roku 1873 faráři Františku Weberovi a pouze omylem dostal i tak ve volbách několik hlasů proti Weberovi. Rovněž hlasy brněnského listu Občan na podporu Janků a proti Weberovi prý nebyly publikovány se svolením Bartoloměje Janků. V roce 1878 jako kandidát federalistů (Moravská národní strana - staročeská). V zemských volbách roku 1884 ho porazil český protikandidát František Nosek. Janků byl tehdy oficiálním kandidátem ústředního českého volebního výboru.
Zemřel v květnu 1885 ve věku 44 let na tyfus[nepřesný odkaz].
Jeho synem byl brněnský lékař Bartoloměj Janků (narozen 1878).